# Arthurzinho
Arthurzinho, właśc. Arthur dos Santos Lima (ur. 13 maja 1956 w Rio de Janeiro) – brazylijski piłkarz i trener, występujący podczas kariery na pozycji ofensywnego pomocnika.

## Kariera klubowa
Karierę piłkarską Arthurzinho rozpoczął w klubie São Cristóvão Rio de Janeiro w 1974. W 1976 trafił do Fluminense FC. W lidze brazylijskiej zadebiutował 26 marca 1978 w przegranym 0-1 meczu derbowym z CR Flamengo. Z Fluminense zdobył mistrzostwo stanu Rio de Janeiro – Campeonato Carioca w 1976. W latach 1979–1982 występował w Operário Campo Grande. W 1982 występował ponownie w Atlético Mineiro. Z Operário czterokrotnie zdobył mistrzostwo stanu Mato Grosso do Sul – Campeonato Matogrossense w 1979, 1980, 1981, 1982. Indywidualnie Arthurzinho został królem strzelców ligi stanowej w 1980.
W latach 1982–1990 występował kolejno w Bangu AC, CR Vasco da Gama, SC Corinthians Paulista, po raz drugi w Bangu, Botafogo FR, po raz trzeci w Bangu. W 1990 występował w Fortalezie i Paysandu SC, po czym po raz ostatni został zawodnikiem Bangu. W Bangu łącznie rozegrał 201 spotkań i strzelił 71 bramek. Kolejne lata Arthurzinho spędził w Salvadorze w Vitórii i EC Bahia.
Z Vitórią zdobył mistrzostwo stanu Bahia – Campeonato Baiano w 1992 oraz 24 bramkami został królem strzelców tych rozgrywek. W Bahii 14 listopada 1993 w zremisowanym 2-2 meczu z Bragantino Bragança Paulista Arthurzinho po raz ostatni wystąpił w lidze. Ogółem w latach 1978–1993 wystąpił w lidze w 140 meczach i strzelił 41 bramki. W następnych latach występował w Fortalezaie, Madureirze Rio de Janeiro, Olarii Rio de Janeiro oraz Fluminense FC, w którym zakończył karierę w 1997.

## Kariera reprezentacyjna
Z reprezentacją Brazylii Arthurzinho jedyny raz wystąpił 21 czerwca 1984 w wygranym 1-0 towarzyskim meczu z reprezentacją Urugwaju, w którym w 66 min. zdobył bramkę.

## Kariera trenerska
Po zakończeniu kariery piłkarskiej Arthurzinho został trenerem. Karierę trenerską rozpoczął w Vitórii Salvador. 12 marca 1997 w wygranym meczu 3-0 Vitórii z Botafogo w Copa do Brasil Arthurzinho zadebiutował w roli trenera w rozgrywkach krajowych. Z Vitórią zdobył mistrzostwo stanu Bahia – Campeonato Baiano w 1997. W tym samym roku prowadził Fluminense. 24 września 1997 w zremisowanym 1-1 meczu z União São João Araras zadebiutował w roli trenera w lidze. Nie zapobiegł jednak pierwszemu w historii spadku Fluminense z I ligi.
W 2000 powrócił do Vitórii, z którym zdobył kolejne mistrzostwo Bahii. W 2001 prowadził Vila Nova Goiânia, z którym zdobył mistrzostwo stanu Goiás – Campeonato Goiano. Kolejnych latach kilkakrotnie wracał do Vitórii, Bahii i Sampaio Corrêa. Obecnie prowadzi trzecioligowy klub Joinville EC, z którym awansował do Campeonato Brasileiro Série B.